# Cyrtandra teres
Cyrtandra teres är en tvåhjärtbladig växtart som beskrevs av Charles Baron Clarke. Cyrtandra teres ingår i släktet Cyrtandra och familjen Gesneriaceae. Inga underarter finns listade i Catalogue of Life.